# Gracie Abrams
Gracie Madigan Abrams, född 7 september 1999 i Los Angeles, är en amerikansk sångerska och låtskrivare. Hennes debutsingel "I Miss You, I'm Sorry" släpptes 2019. I augusti 2017 släpptes debut-EP:n Minor.